# EuroSpeedway Lausitz

Bankarta.

EuroSpeedway Lausitz, eller Lausitzring, är en racerbana i kommunen Schipkau i Niederlausitz i Tyskland, cirka 130 kilometer söder om Berlin.

## Banbeskrivning
Lausitzring har blivit efterträdaren till AVUS. Anläggningen består av två banor; en oval och en innerslinga. Ovalen är, tillsammans med Rockingham Motor Speedway i Storbritannien, de enda i ovalerna i Europa.

## Externa länkar

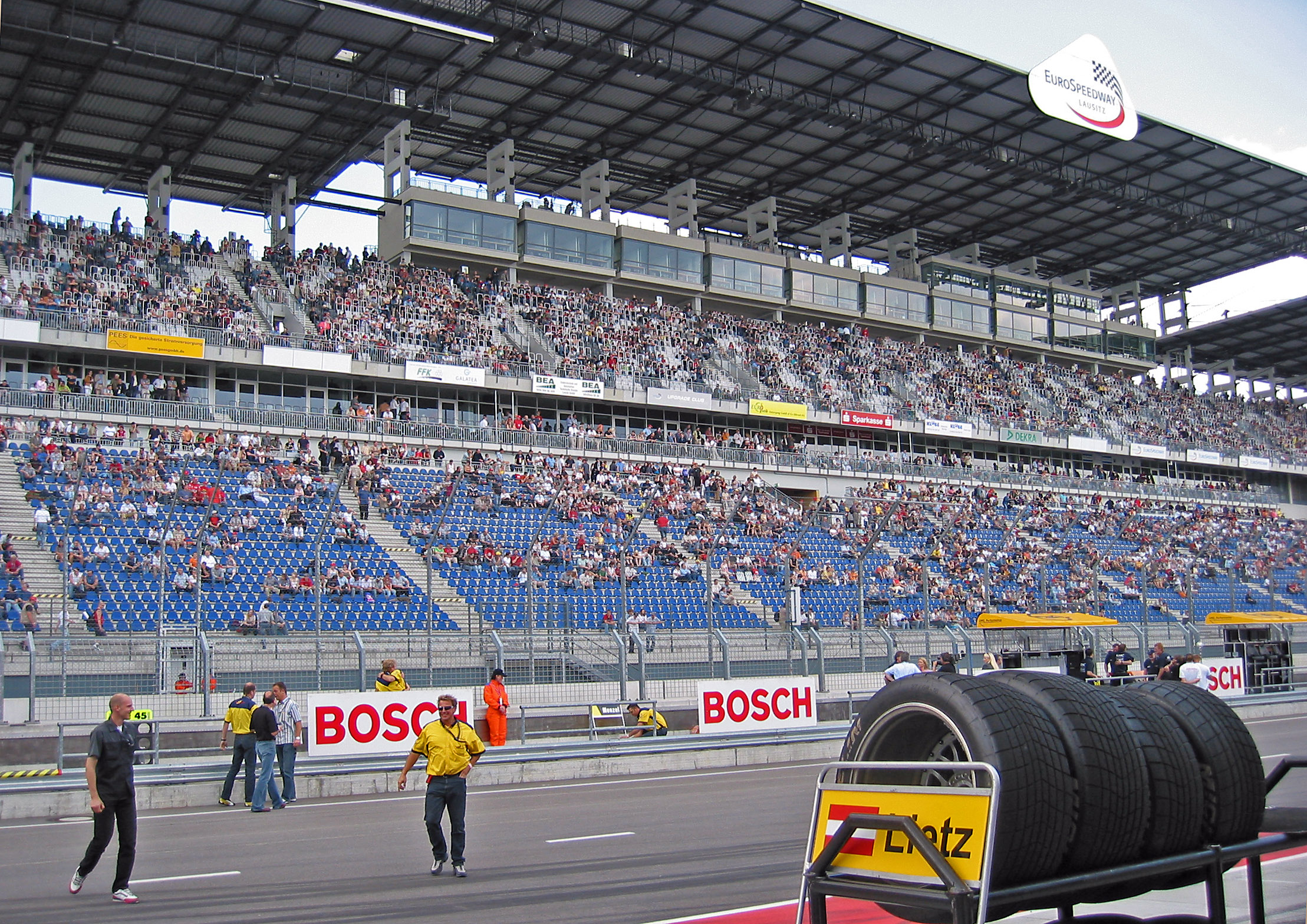
EuroSpeedway Lausitzs huvudläktare.